# Mayan
Mayan (kinesiska: 马延, 马延乡) är en ort i Kina. Den ligger i provinsen Heilongjiang, i den nordöstra delen av landet, omkring 130 kilometer sydost om provinshuvudstaden Harbin. Antalet invånare är 20 362. Befolkningen består av 10 030 kvinnor och 10 332 män. Barn under 15 år utgör 13,0 %, vuxna 15-64 år 79 %, och äldre över 65 år 6,0 %.
Runt Mayan är det ganska tätbefolkat, med 65 invånare per kvadratkilometer. Närmaste större samhälle är Shangzhi, 9,8 km nordväst om Mayan. Omgivningarna runt Mayan är en mosaik av jordbruksmark och naturlig växtlighet.
Genomsnittlig årsnederbörd är 907 millimeter. Den regnigaste månaden är juli, med i genomsnitt 189 mm nederbörd, och den torraste är januari, med 9 mm nederbörd.